# Plavecký Štvrtok
Plavecký Štvrtok (in ungherese Detrekőcsütörtök, in tedesco Blasenstein-Zankendorf) è un comune della Slovacchia facente parte del distretto di Malacky, nella regione di Bratislava.